# Claudio Baglioni
Pour les articles homonymes, voir Baglioni.
Claudio Baglioni né à Rome le 16 mai 1951, est un auteur-compositeur-interprète et musicien pop italien. Sa carrière dure depuis plus de 50 ans.
Considéré comme l'un des auteurs-compositeurs-interprètes pop rock les plus titrés de l'histoire de la musique italienne, il a vendu plus de 60 millions de disques, parmi lesquels se distingue Questo piccolo grande amore de 1972, dont la chanson du même nom a reçu le prix de la « chanson du siècle » au Festival de Sanremo de 1985, Strada facendo de 1981, l'un des albums les plus réussis de l'artiste et La vita è adesso de 1985 qui est l'album le plus vendu de tous les temps en Italie,.
Et dans les années 1990, il embrasse la World Music avec les disques de la trilogie du temps, qui commence avec Oltre (1990), considéré comme son chef-d'œuvre, se poursuit avec l'incroyable succès de Io sono qui (1995) et se termine avec Viaggiatore sulla coda del tempo (1999). En 2006, il a composé l'hymne des Jeux olympiques d'hiver de 2006,,.
Également innovateur dans le domaine des performances live, Baglioni a atteint plus d'un million de spectateurs au total avec la tournée Alé Oó en 1982 et Notti di note en 1985. En 1986, il invente une nouvelle méthode de performance live, avec la tournée Assolo où il se produit complètement seul accompagné de guitare électrique, piano, séquenceur et MIDI, une technologie jamais testée à l'époque.
En 1991, premier artiste  à créer un concert avec la scène au centre, il est récompensé par le Billboard comme « le meilleur concert du monde », le 6 juin 1998, toujours avec le même concept de la scène au centre, il a établi le record de fréquentation d'une événements plus élevée que jamais ; 100 000 spectateurs au stade olympique de Rome, et en 2000 il se produira sur la place Saint-Pierre de la Cité du Vatican en présence de 300 000 personnes dont le Pape.

## Biographie
Vers 1968, il compose la suite musicale Annabel Lee, basée sur un poème d'Edgar Allan Poe. En 1969, il sort son premier single et enregistre le single Signora Lia; une chanson comique qui raconte l'infidélité conjugale d'une femme, avec le temps, la chanson deviendra un culte de la musique pop italienne malgré son faible succès initial.
Le succès arrive en 1972 avec l'album Questo piccolo grande amore; la chanson du même nom en 1985 sera récompensée comme la chanson italienne du siècle. En 1974, il enregistre l'album E tu... avec Vangelis. En 1975, il sort Sabato pomeriggio; un album concept sur l'attente, basé sur les poèmes de Giacomo Leopardi. En 1977, l'album Solo; le premier dans lequel il crée lui-même des paroles, de la musique et une production. En 1978 arrive le succès avec l'album E tu come stai?, qui en 1980 était commercialisé dans une version chanté en français sous le titre Un peu de toi.

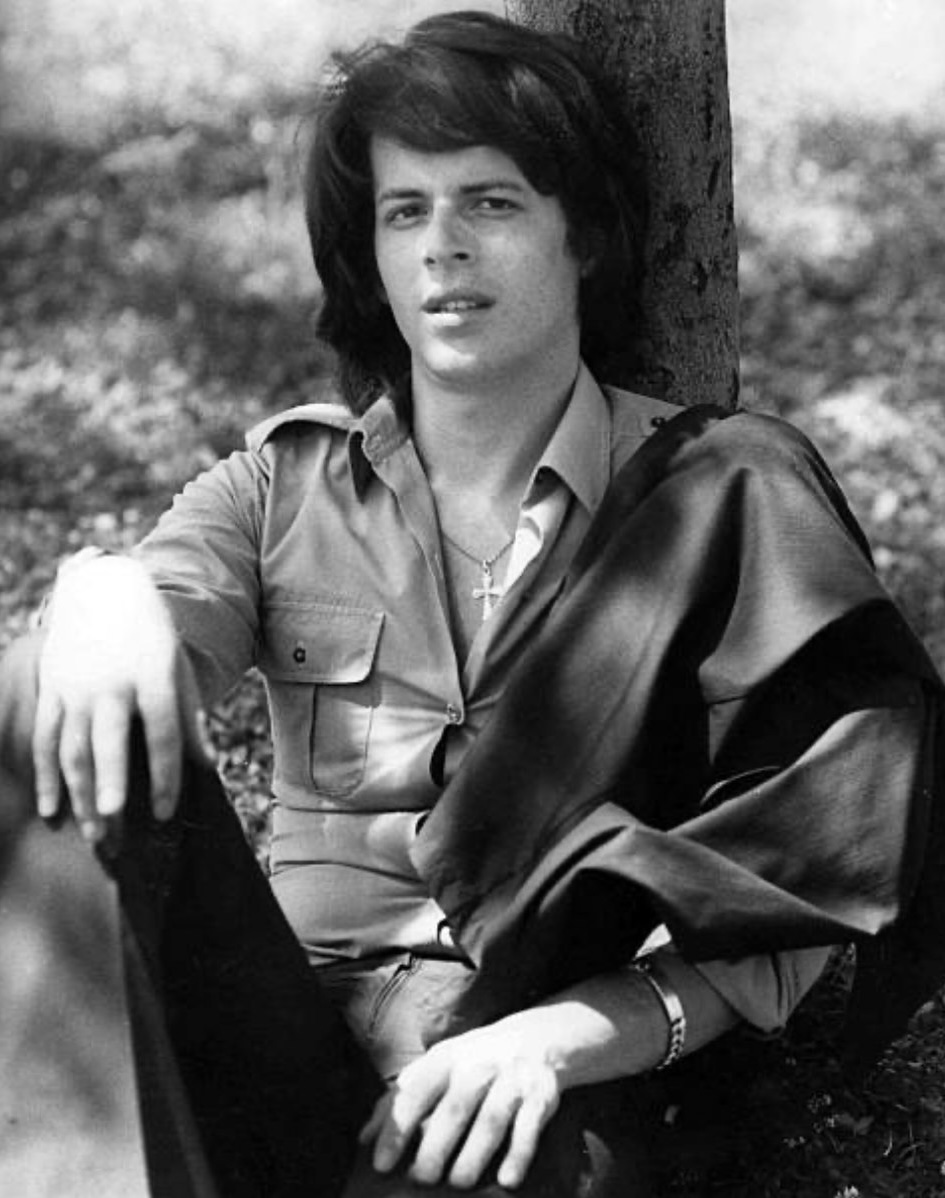
Baglioni en 1974

En 1981, il produit l'album  Strada facendo, premier album italien à atteindre un million d'exemplaires vendus. L'année suivante commence la tournée Alè-Oò, première tournée d'un chanteur italien dans les grands stades. Le nom de la tournée s'inspire en fait d'un chœur typique de matchs de football. En juin de la même année (1982) Claudio à l'âge de 31 ans devient père et écrit en un jour la chanson à succès mondial Avrai dédiée à son fils.En 1983 le single sortira également en version française avec le titre Présage.

Baglioni en 1985

En 1985 le succès se poursuit avec la sortie de l'album La vita è adesso, l'album le plus vendu de tous les temps en Italie (plus de 4 millions d'exemplaires).En 1985 sort pour le marché européen l'album Claudio Baglioni avec ses meilleures chansons des années 1980. Après la sortie de l'album commence la tournée 1985 qui totalise plus de 1,5 million de spectateurs avec le concert final à Rome, premier concert de la musique italienne à être retransmis en direct à la télévision.
En 1986 Assolo une tournée  au cours de laquelle Baglioni s'est produit sans groupe,, aidé par la guitare classique et électrique, pianola, piano, synthétiseur et MIDI. L'album live Assolo est basé sur le concert au stade de la ville de Milan avec 100 000 spectateurs personnes.
En 1988, il a participé à un concert de Human Right Now! tournée avec Peter Gabriel, Sting et Bruce Springsteen.

Baglioni en 1990

En 1990, après 3 ans de travail, il sort le double album Oltre, un projet avec 20 chansons qui embrassent la World Music et la participation de grands artistes internationaux. Le concert de 1991 sera décerné par le magazine Billboard comme le meilleur concert de l'année au monde, en raison de la scène qui se trouve au centre du stade avec le public qui l'entoure dans la ronde, c'est la première fois dans l'histoire qu'un artiste se produit avec ce type de scène. En 1991, la version européenne de l'album Oltre est sortie. En 1992 commence la tournée Oltre il concerto.

Baglioni en 1995

En 1995 sort l'album Io sono qui le retour sur scène de Claudio, le disque aborde le thème de la comédie, le quotidien est en fait un peu une comédie pour tous où tout le monde porte un masque sans savoir s'il l'est. un acteur ou un spectateur de la vie. L'album est structuré comme s'il s'agissait d'un film avec un début, une fin, l'interlude puis les première, deuxième, troisième et quatrième fois qui anticipent les chansons suivantes en les décrivant comme des scènes cinématographiques. L'album s'est vendu à 1,5 million d'exemplaires à ce jour. Baglioni présente d'abord l'album avec une série de concerts surprises au sommet d'un camion jaune. Par la suite, la tournée de 1996 a commencé au Palasport avec la scène au centre sans barrières entre le public et l'artiste avec le groupe, avec plus de 51 dates elle est devenue un succès incroyable.
Le 6 juin 1998, il a fait le dernier concert du millénaire au stade olympique de Rome, le concert a totalisé plus de 100.000 spectateurs grâce à la scène au centre et aux spectateurs qui ont rempli le stade, ce record reste invaincu par tout événement, à la fois musical et sportif.
En 1999 l'album Viaggiatore sulla coda del tempo celui avec l'arrivée imminente du nouveau millénaire aborde le thème des technologies modernes et du voyage d'un voyageur vers ce futur où nous attend un nouveau millénaire inconnu. L'album se vend à un demi-million d'exemplaires en un mois. Baglioni déclarera par la suite que les trois albums forment une trilogie du temps où chacun représente respectivement le passé, le présent et le futur.
Le 31 décembre 1999, pour le réveillon du Nouvel An, il a donné le dernier concert du millénaire sur la Place Saint-Pierre, au Vatican, en présence d'environ 380 000 spectateurs dont le Pape et en direct à la télévision nationale, il est le premier et seul artiste de l'histoire à avoir donné un concert sur la place du Vatican.

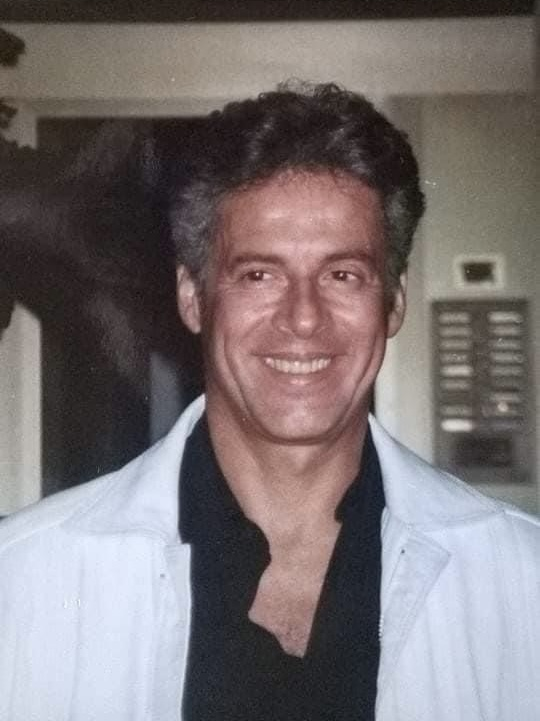
Baglioni en 2000

En 2000, il organise la tournée Acustico. Sogno di una notte di note aux amphithéâtres, réarrangeant toutes ses chansons les plus célèbres dans une tonalité acoustique, il fut en 2001 le premier artiste à amener la musique pop dans les théâtres traditionnels avec la tournée Incanto tra pianoforte e voce se produisant complètement seul accompagné uniquement du piano,.
En 2003 sort l'album Sono io qui se vend à 300 000 exemplaires en un mois seulement, suivi d'une tournée des stades avec la scène au centre.
En 2005 sort sa première collection officielle Tutti à partir de laquelle commence la tournée qui a duré de 2006 à 2007 en palasport. En 2009, il lance un projet; Q.P.G.A. qui comprend la création d'un album, d'un roman, d'un film et d'une série de concerts d'opéra.
En 2010, il enchaîne les concerts à travers le monde. Le soir du Nouvel An 2011, il a donné un concert aux forums impériaux de Rome qui a attiré plus de 300 000 personnes.
En 2013, il sort l'album Con voi. En 2019, pour célébrer ses 50 ans de carrière, il réalise un incroyable concert aux Arènes de Vérone qui pour la première fois est ouverte au public dans son intégralité. Avec la scène au centre et les spectateurs remplissant toute l’arène en ronde-bosse.
En 2020 est sorti le dernier album In questa storia, che è la mia. À l'été 2022, il a réalisé le Tutti su! tournée dans les amphithéâtres et à l'été 2023 une tournée aTuttoCuore avec un incroyable concert au Foro Italico de Rome puis s'est poursuivie en 2024 à travers l'Italie en palasport et aux Arènes de Vérone avec huit scènes en septembre 2024,.

## Discographie

### Albums

#### En italien
- 1970 - Claudio Baglioni
- 1971 - Un cantastorie dei giorni nostri
- 1972 - Questo piccolo grande amore
- 1973 - Gira che ti rigira amore bello
- 1974 - E tu...
- 1975 - Sabato pomeriggio
- 1977 - Solo
- 1978 - E tu come stai?
- 1981 - Strada facendo
- 1982 - Alé Oó (Live)
- 1985 - La vita è adesso
- 1986 - Assolo (Live)
- 1990 - Oltre
- 1992 - Assieme (Live)
- 1995 - Io sono qui
- 1999 - Viaggiatore sulla coda del tempo
- 2000 - Acustico (Live)
- 2003 - Sono io
- 2010 - World Tour (Live)
- 2013 - Con voi
- 2020 - In questa storia, che è la mia

#### Disques en français
- 1980 - Un peu de toi[37]
- 1983 - Présages (Single)[17]

## Tournée
- 1977 - Claudio Baglioni tournée
- 1982 - Alé Oó
- 1985 - Notti di note
- 1986 - Assolo
- 1991 - Oltre una bellissima notte (concert unique)
- 1992 - Assieme
- 1995 - Tour Giallo
- 1996 - Tour Rosso
- 1998 - Da me a te
- 1999 - Tour Blu
- 2000 - Acustico
- 2003 - Tutto in un abbraccio
- 2007 - Tutti qui
- 2010 - World Tour
- 2013 - Con voi tour
- 2019 - Al centro
- 2023 - aTuttoCuore

## Prix

Baglioni reçoit un prix en 1986

- 1974 - Festivalbar, meilleure chanson de l'année
- 1981 - TV Sorrisi e Canzoni, premier artiste italien à remplir les records des stades et des spectateurs
- 1985 - Sanremo Festival 1985, le prix de la chanson italienne du siècle
- 1987 - TV Sorrisi e Canzoni, représentant de la musique italienne
- 1991 - Billboard, meilleur concert de l'année au monde
- 1998 - TV Sorrisi e Canzoni, enregistrer les spectateurs en un seul concert
- 2001 - Internet Winner, augmentation du nombre de contacts sur son site Web au cours de la dernière année
- 2003 - Prix Lunezia, valeur musicale et littéraire
- 2008 - Homme de paix
- 2019 - TV Sorrisi e Canzoni, record de spectateurs en tournée
- 2023 - Prix Tenco, pour sa carrière[38]